# Gajusz Memmiusz (pretor 175 p.n.e.)
Gaius Memmius Gallus – rzymski polityk, pretor 175 p.n.e. i w 172 p.n.e.
Gajusz Memmiusz Gallus dwukrotnie sprawował urząd pretora w 175 p.n.e. i w 172 p.n.e., gdy przydzielono mu zarząd nad Sycylią. W razie konieczności miał wspierać pretora Gajusza Licyniusza Krassusa w przygotowywaniu floty pięćdziesięciu pięciorzędowców na wojnę z Macedonią. Jako legat senatu został wysłany do Etolii, by w Delfach wysłuchać stron i rozstrzygnąć spór z wygnańcami z miasta Hypata i uśmierzyć niepokoje wewnętrzne.

## Źródła
- Tytus Liwiusz: Dzieje Rzymu od założenia miasta. Księgi XLI-XLV. Periochy (streszczenia) ksiąg XLVI-CXLII. Przekład i opracowanie Mieczysław Brożek. Wrocław: Ossolineum i Wydawnictwo PAN, 1982. ISBN 83-04-01318-5. Brak numerów stron w książce